# Såguddens museum

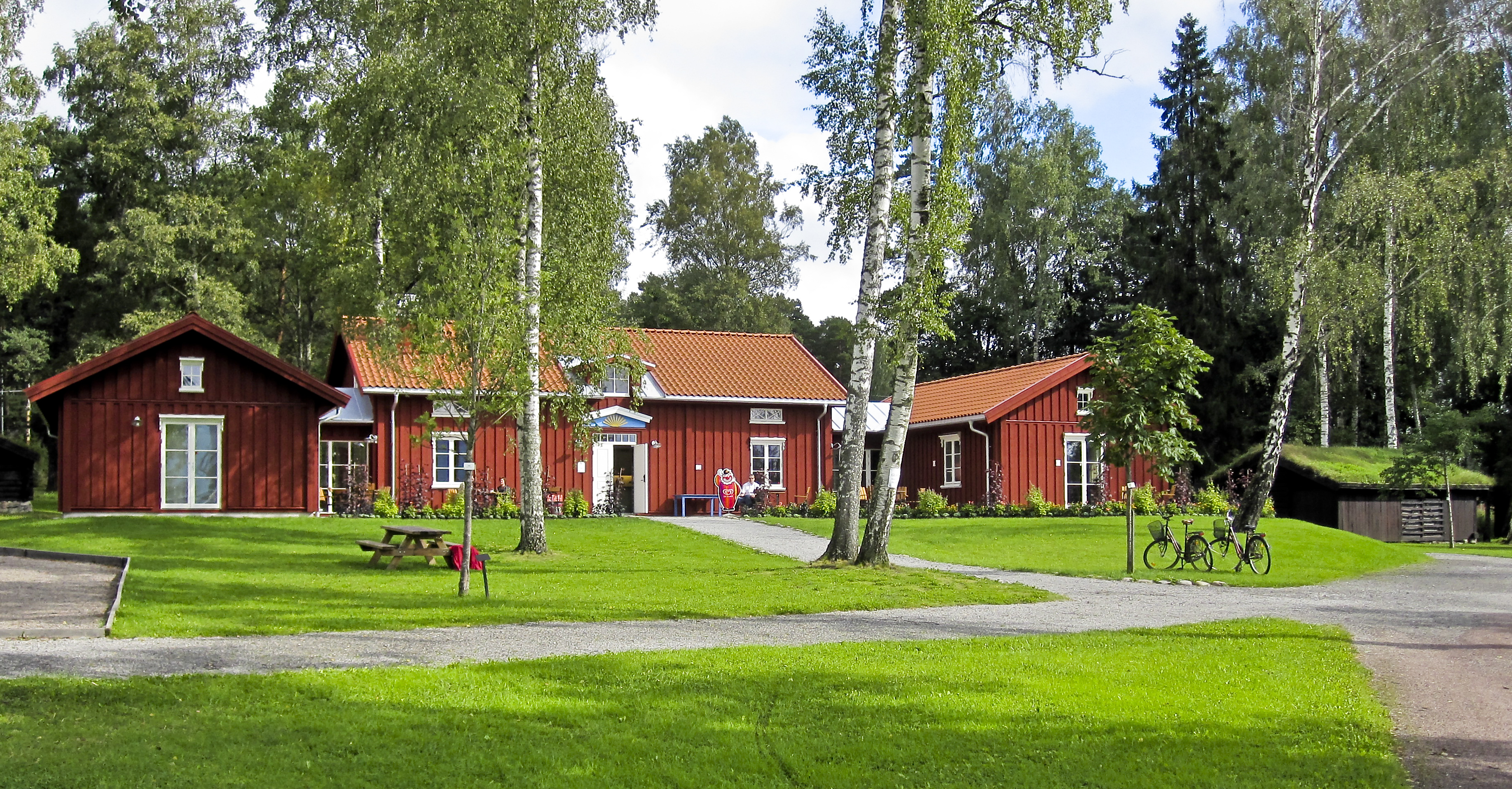
"Nystuga" med inrymt café

Såguddens museum är ett friluftsmuseum i Arvika, Värmland. Museet är beläget invid Kyrkviken och omfattar cirka 25 byggnader från olika platser i västra Värmland.
Såguddens museum drivs av Västra Värmlands Fornminnesförening, som bildades 1904 på initiativ av Anders Gustaf Hedenskog. Hedenskog, som var intendent och författare, var tillsammans med möbelsnickaren Elis Eriksson ivrigt sysselsatt med att lokalisera och samla intressanta, gamla föremål som inte längre användes och förmå folk att överlämna föremålen till Såguddens museum.

## Historia
Området tillhörde tidigare det närliggande säteriet Vik. Men 1903 inköpte dåvarande köpingen hela egendomen. När den nya stambanan anlades 1871 avskildes området från Styckåsskogen i norr. Den engelske sjöofficeren Alan Hopwood Grey uppförde ett sågverk på den västra delen av udden, och Anders Rudolf Edgren byggde 1896 ett lokomobildrivet cirkelsågverk på den östra delen. 1903 upplät köpingen området som avstjälpningsplats för sopor (kallades ”Klondyke”) och latrinområdet väster om Viksälven fick namnet ”Pottängen”. 1907 beslöt man dock att snygga upp området, Greys kvarvarande tegelskorsten revs, och promenadvägar med soffor anordnades. Sågudden användes som uppskattad badplats och ett badhus anlades. Med stadens expansion försämrades dock vattenkvaliteten i Kyrkviken och badhuset revs 1942.
En ny museiform hade växt fram i Norden och även på andra ställen i världen efter att Arthur Hazelius skapade friluftsmuseet Skansen i Stockholm. 1913 fick Skansen en efterföljare i och med att Arvikas stadsfullmäktige beslöt att "upplåta lämplig plats å den så kallade Sågudden för uppförande av en museibyggnad" och därmed anlägga ett museum på den så kallade Sågudden. Sågudden är belägen invid Kyrkviken strax öster om Arvika centrum. På nuvarande Sågudden låg tidigare Greys sågverk, som ovan nämnts.
Bland byggnaderna som ingår i Såguddens friluftsmuseum märks:
- Storbondegården (som inrymmer ett museum), invigdes 1922. Stugan hämtades från Berg i Ny socken
- Tangenstugan från 1700-talet
- Visthusbod
- Stolpbod från 1700-talet
- Loftskjul från 1600-talet
- Soldattorp
- Olle Rökares stuga
- Lusthus, ”kärlekskupa”
- Väderkvarn
- Rökstuga från 1700-talet (från Lekvattnet, stugan var första huset på plats, 1915)
- Finnsmedja
- Schröderstugan (minnesrum för författaren Gustaf Schröder)
- Skvaltkvarn
- Finnbastu
- Båthus med kyrkbåt
- Drängstuga
- Åkdonshall (museum)
- Nystuga, uppfördes 2008 som ersättning för det nedbrunna Högloftet (rymmer kafé, utställningslokal och administration).

I byggnaderna finns stora samlingar av allmogeföremål såsom möbler, bonader, husgeråd, redskap och åkdon. Unika och mycket sevärda samlingar även från forntiden och medeltiden. Museet är öppet under sommarmånaderna. Aktiviteter förekommer även vid speciella högtider under resten av året. I parken finns 24 ursvenska namnsatta träd med latinska namn.
Ett sädesmagasin som användes som kafé utsattes 2004 för ett pyromandåd. Ett nytt kafé har nu uppförts på samma plats.

## Bildgalleri

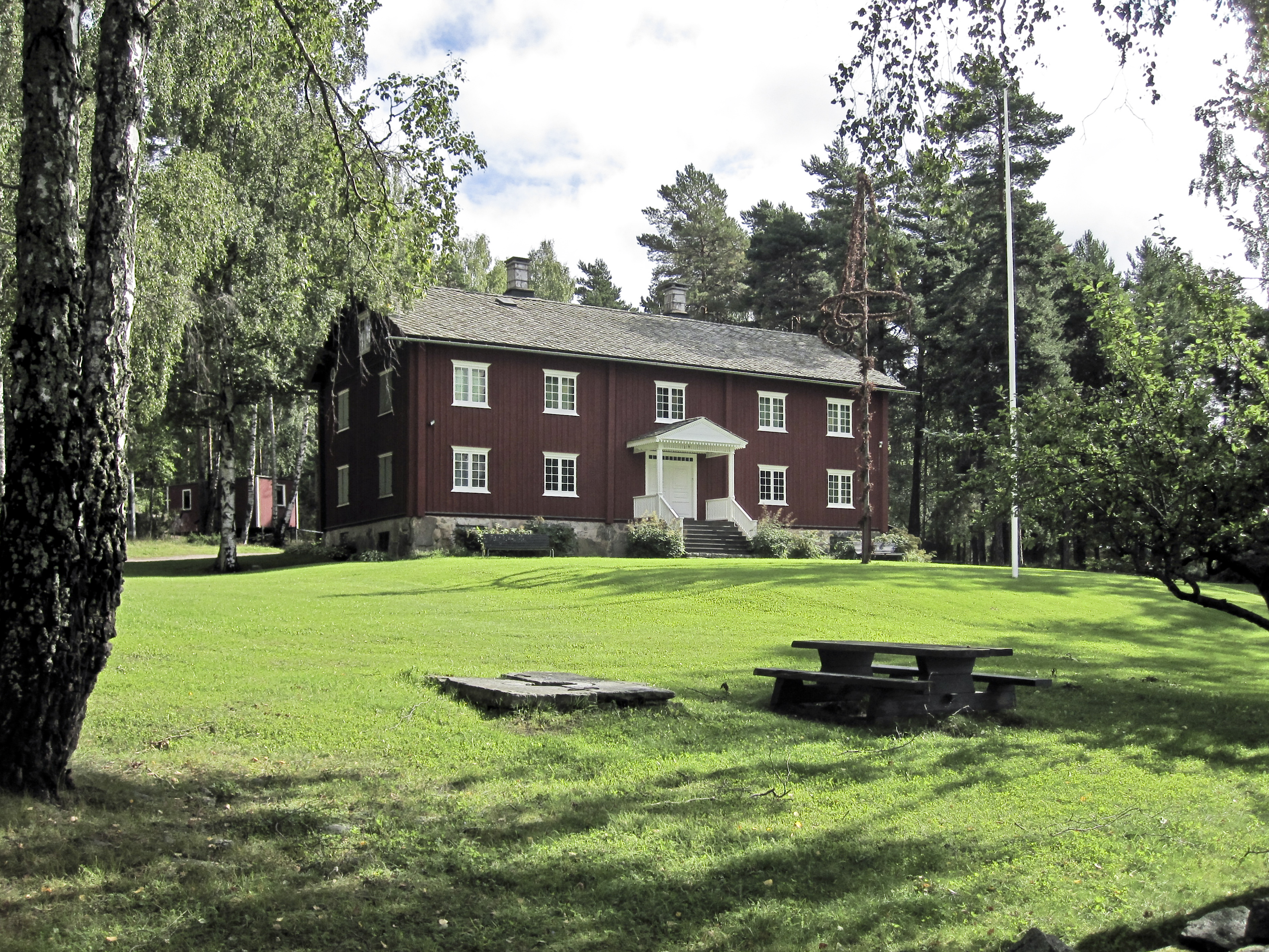
Storbondegården med museum
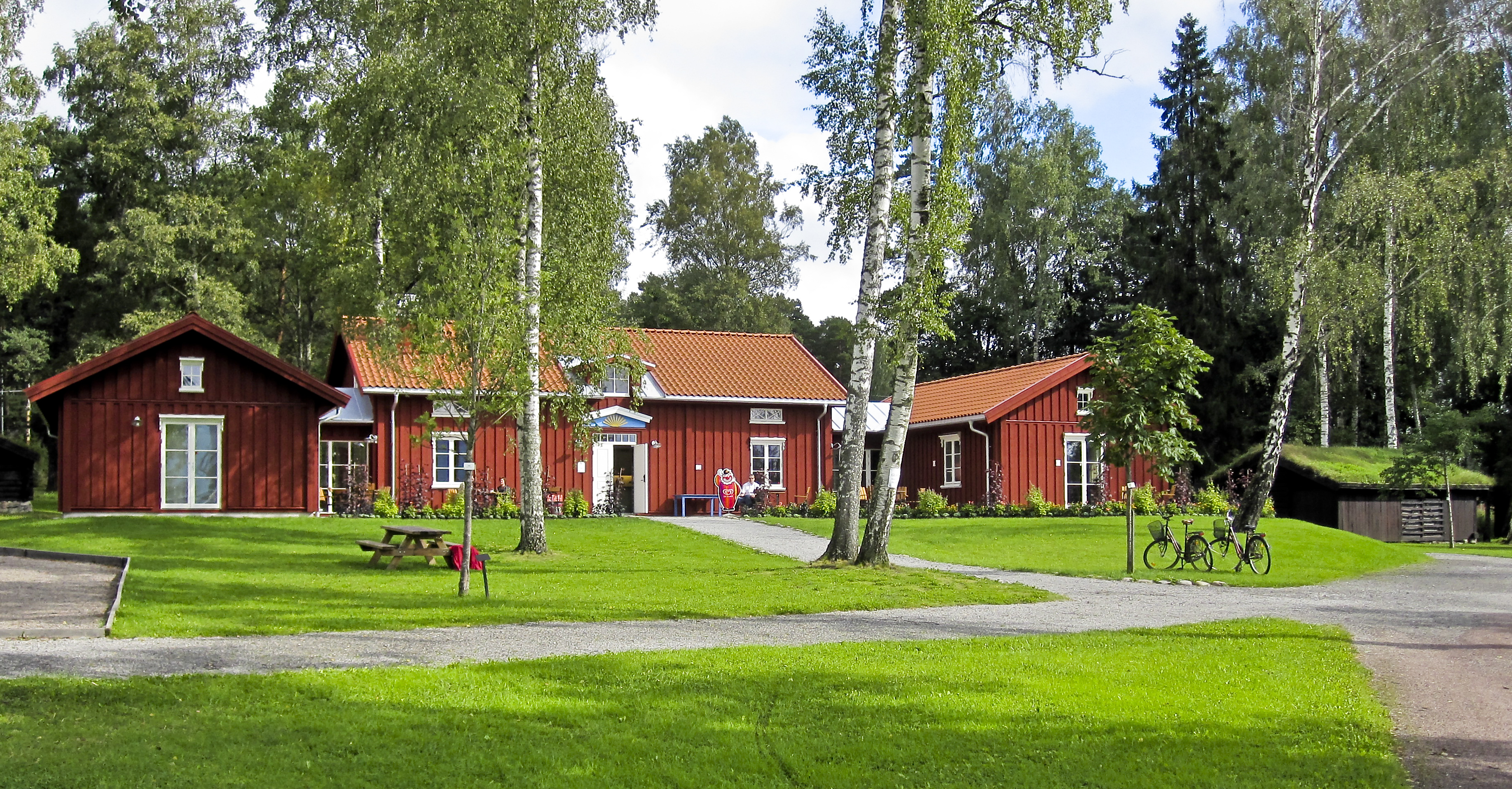
Nystuga med café
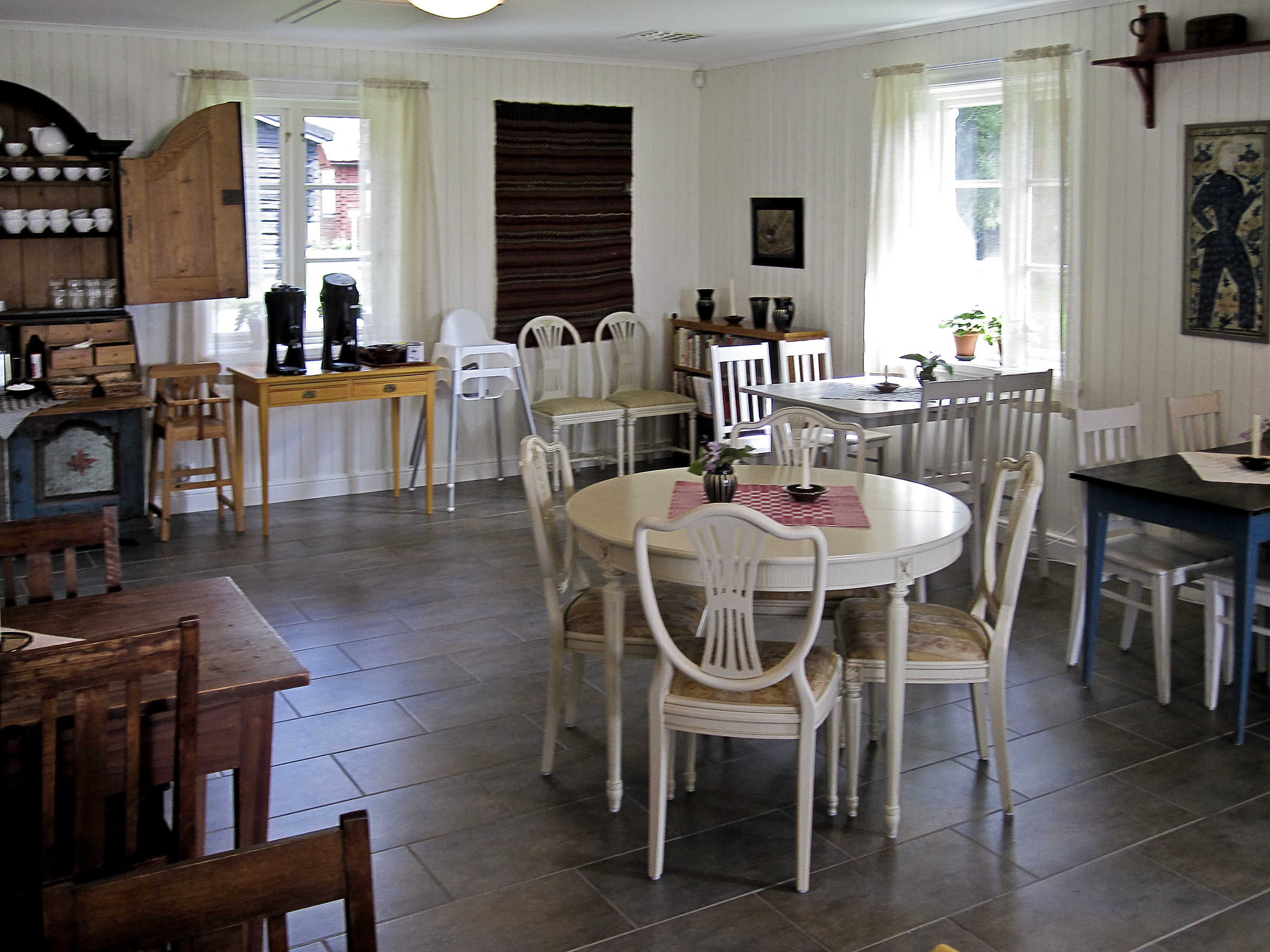
Interiör av Nystuga
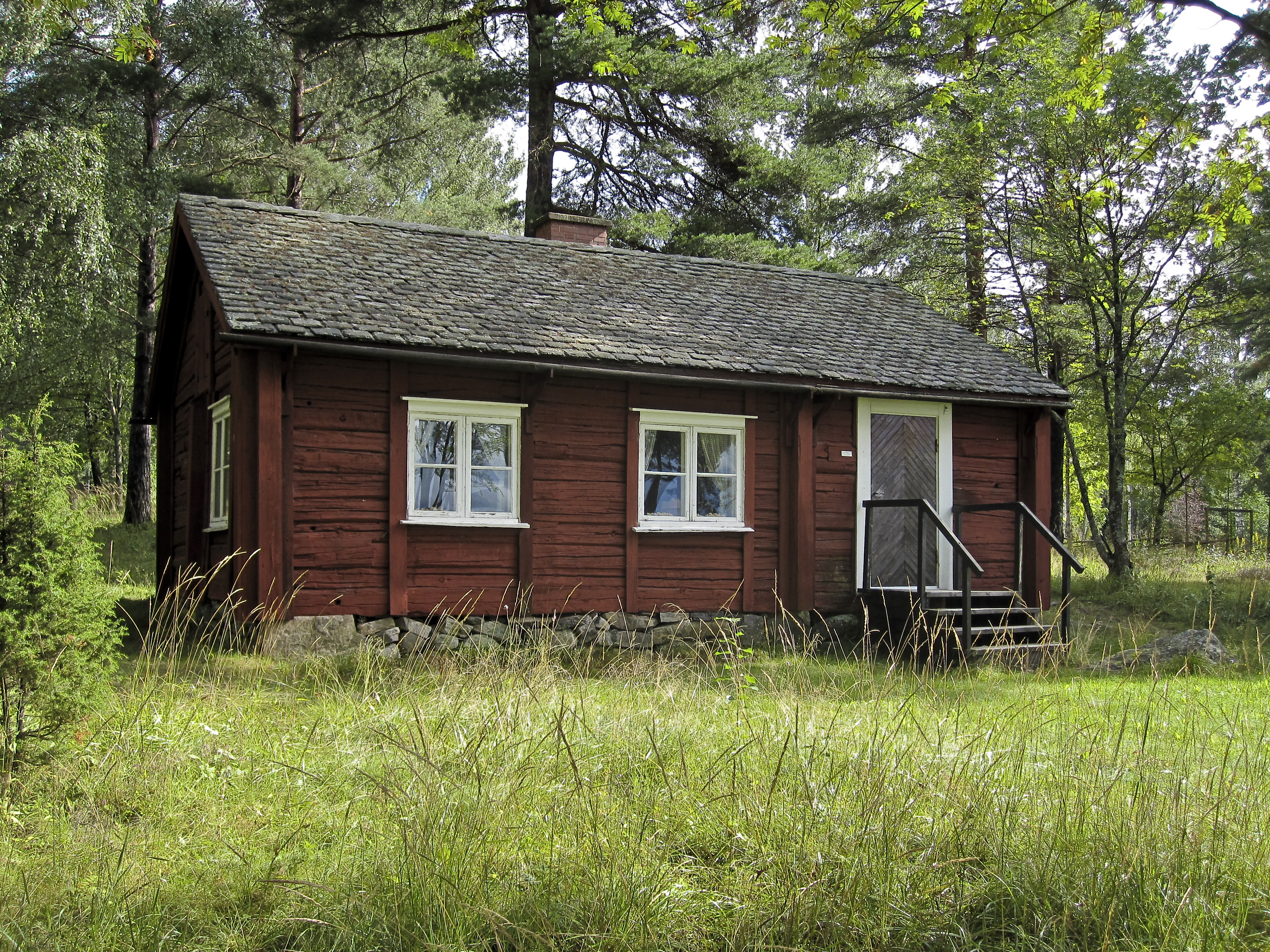
Olle Rökares stuga
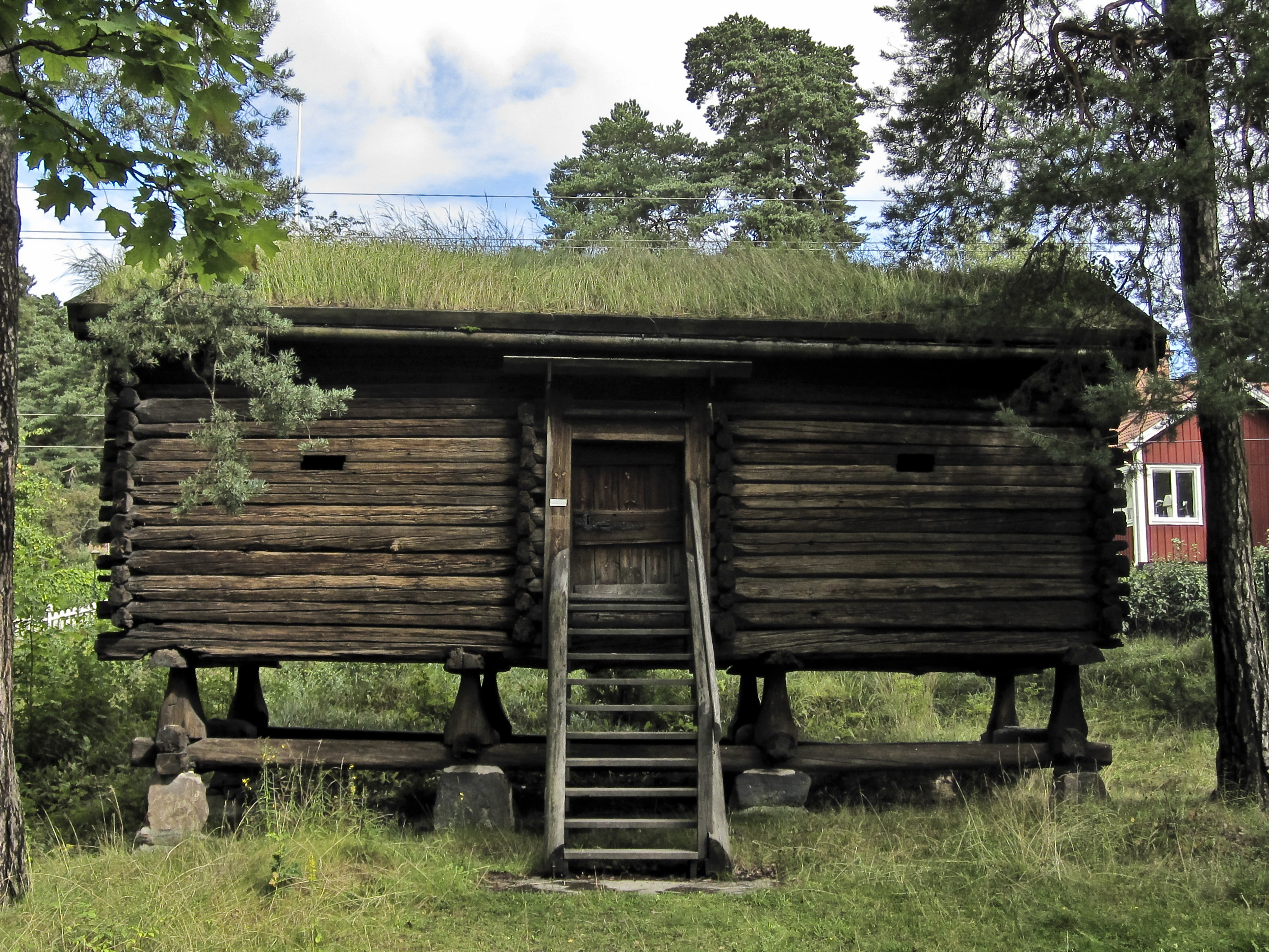
Stolpbod
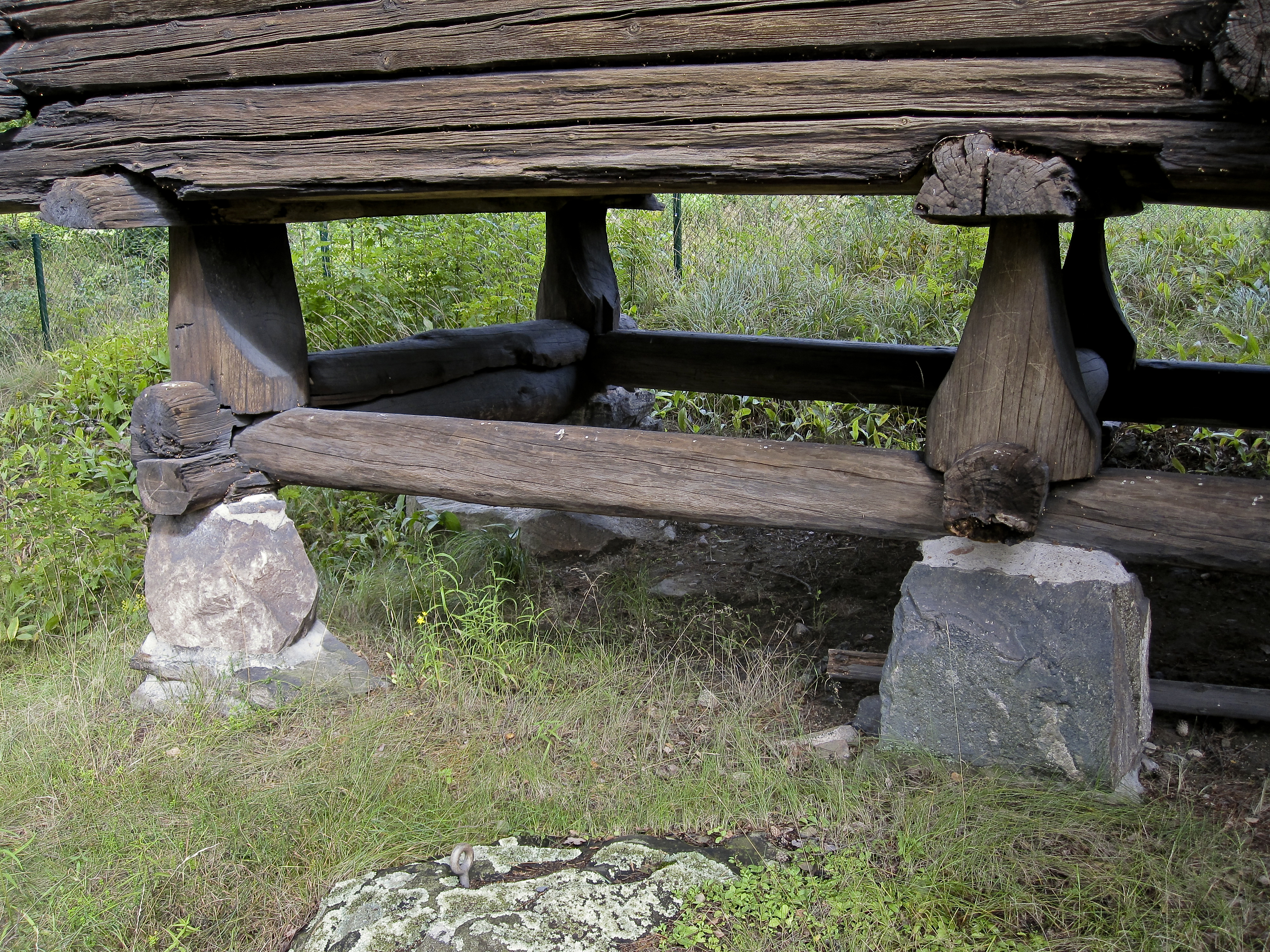
Stolpbod, detalj
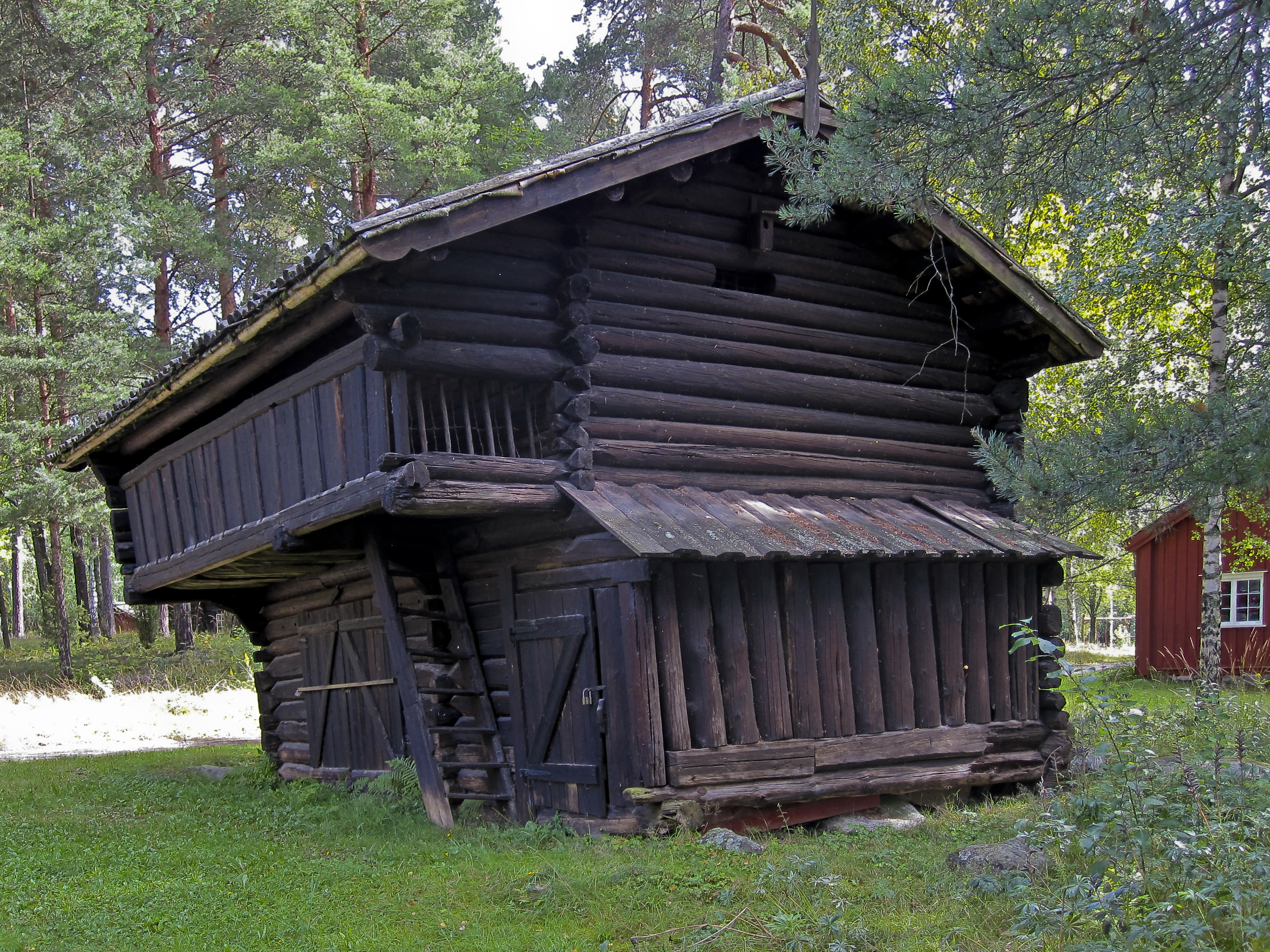
Loftskjul
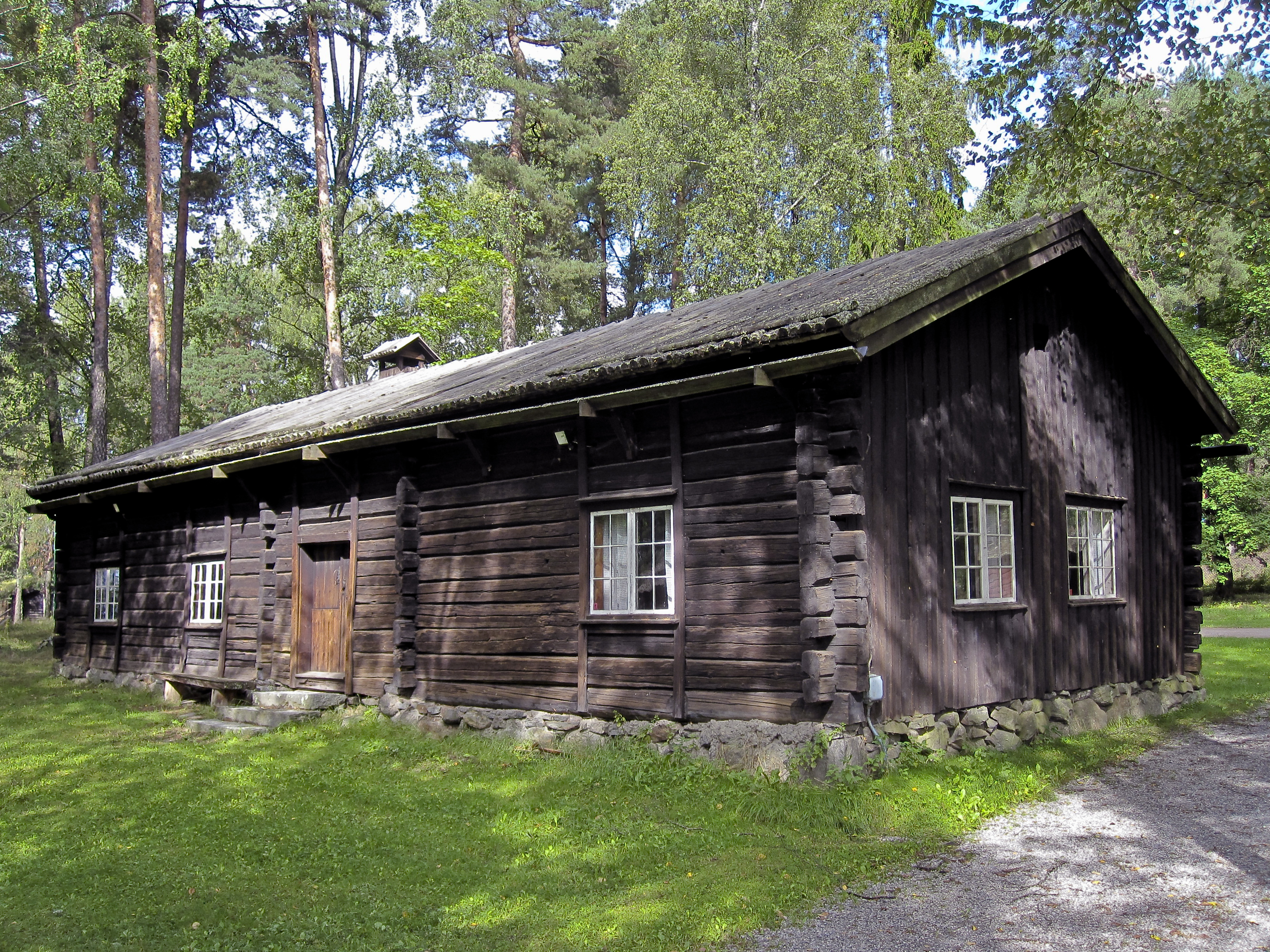
Rökstugan
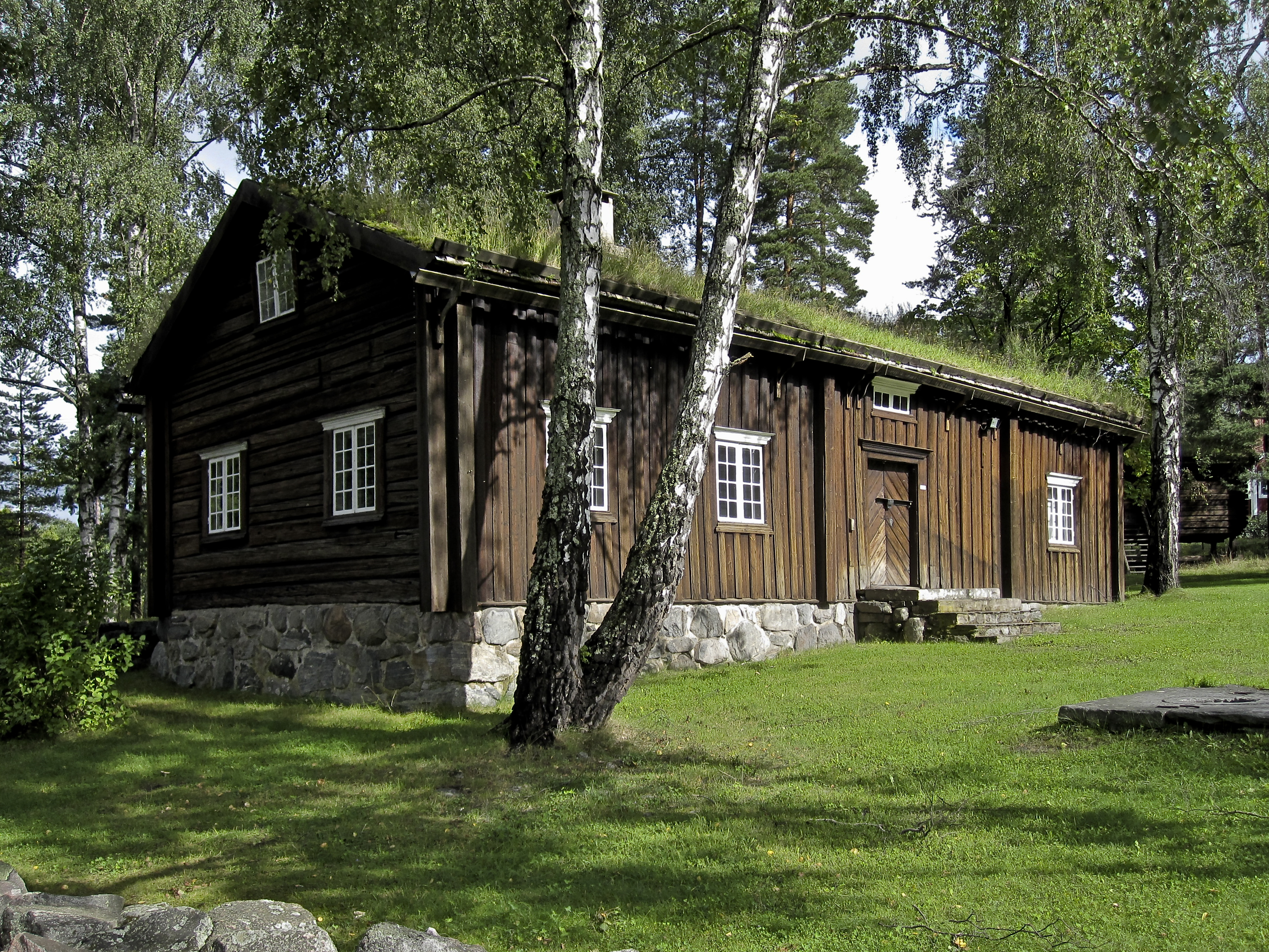
Tangenstugan
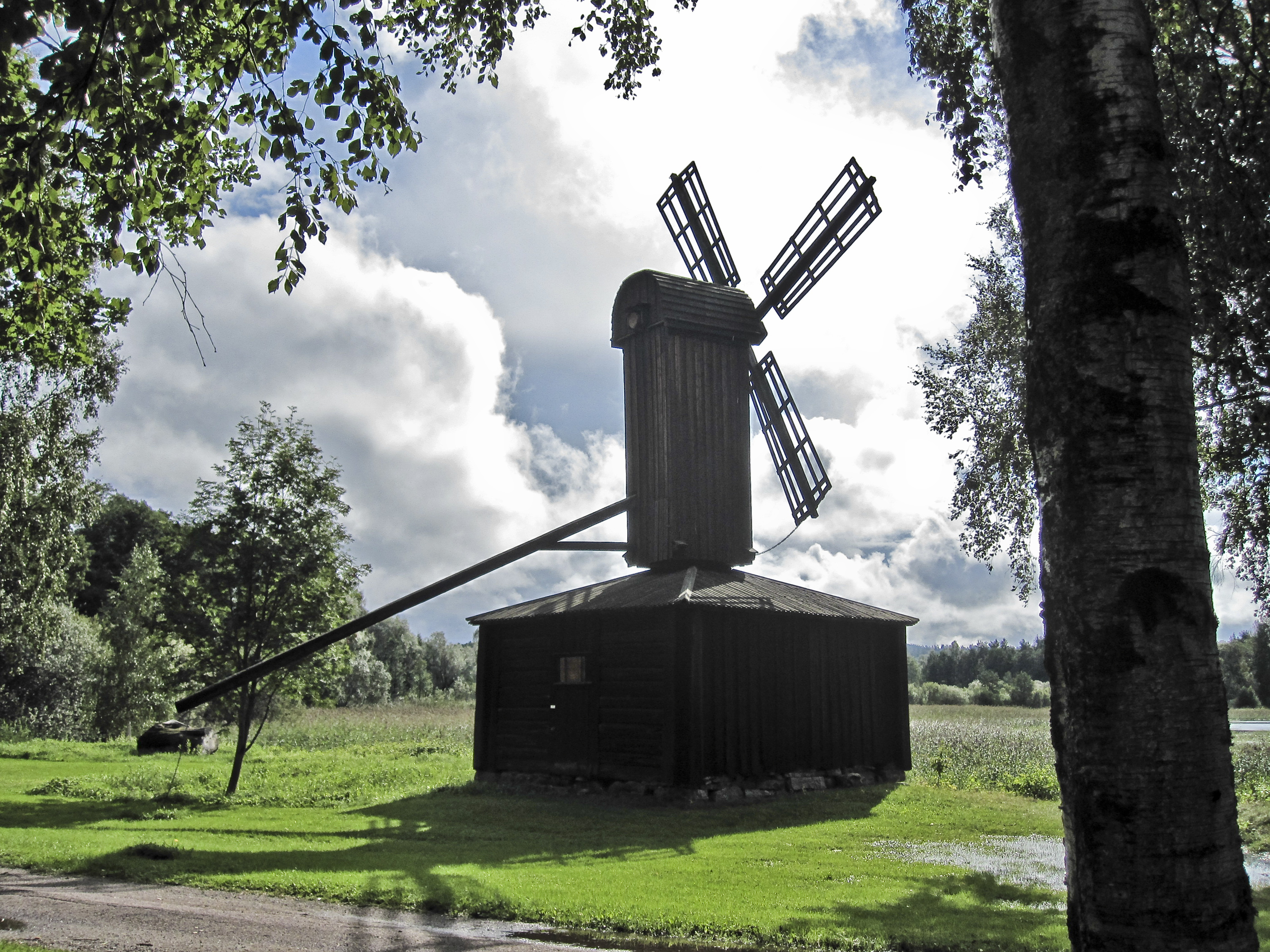
Väderkvarnen